# Егейська Анатолія
Егейська Анатолія — орографічна область Туреччини. Включає узбережжя Егейського і Мармурового морів.
Цій області властиві значно менші висоти, ніж Причорномор'ю. Її прибережна смуга сильно порізана, ускладнена численними затоками і кам'янистими півостровами і включає безліч островів; глибокі бухти. Узбережжя перетнене гірськими кряжами, відкритими у бік Егейського моря, між якими лежать низькі плоскі алювіальні долини. Загалом гірські гряди нижче на заході області (300—450 м). На сході вони підіймаються в середньому до 1500—1850 м, окремі вершини досягають 3050 м. Міжгірні западини зайняті широкими плоскими долинами річок (Гедіз і Великий Мендерес). Ґрунти низовин дуже родючі.